# Le Raincy
Le Raincy is een gemeente in het Franse departement Seine-Saint-Denis (regio Île-de-France). Le Raincy telde op 1 januari 2022 14.778 inwoners. De plaats is de onderprefectuur van het arrondissement Le Raincy.

## Geschiedenis

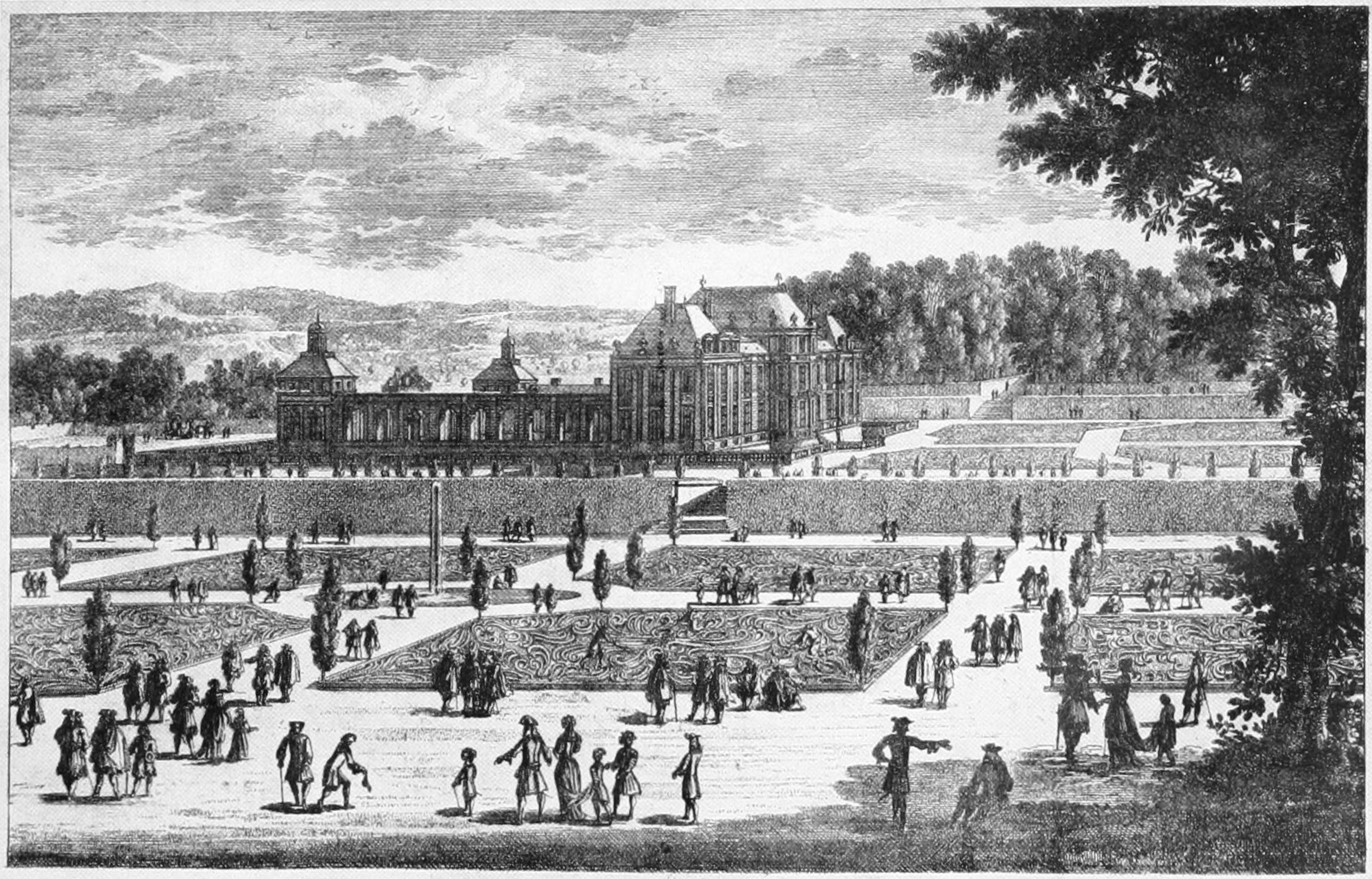
Kasteel van Le Raincy in de 17e eeuw

Het kasteel van Le Raincy lag in een groot park, een overblijfsel van het bosgebied Forêt de Bondy. Het kasteel kwam in 1769 in handen van het adellijk geslacht d'Orléans. Na de Franse Revolutie werd er een landbouwschool gevestigd. Na de Restauratie kwamen het kasteel en het park opnieuw in het bezit van de familie d'Orléans. Het kasteel werd zwaar beschadigd bij de Februarirevolutie van 1848 en werd opnieuw staatsbezit. In 1854 werd het kasteelpark verkaveld. In 1869 werd  Le Raincy een zelfstandige gemeente; tot dan was het een onderdeel van de gemeente Livry.
Na de opspliting van het departement Seine en de oprichting van het departement Seine-Saint-Denis in 1962 werd Le Raincy als onderprefectuur een administratief en gerechtelijk centrum.

## Geografie
Le Raincy ligt op veertien kilometer ten oosten van Parijs. De oppervlakte van Le Raincy bedroeg op 1 januari 2022 2,24 vierkante kilometer; de bevolkingsdichtheid was toen 6.597,3 inwoners per km².
De gemeente wordt bediend door treinstation Le Raincy Villemomble Montfermeil.
De onderstaande kaart toont de ligging van Le Raincy met de belangrijkste infrastructuur en aangrenzende gemeenten.

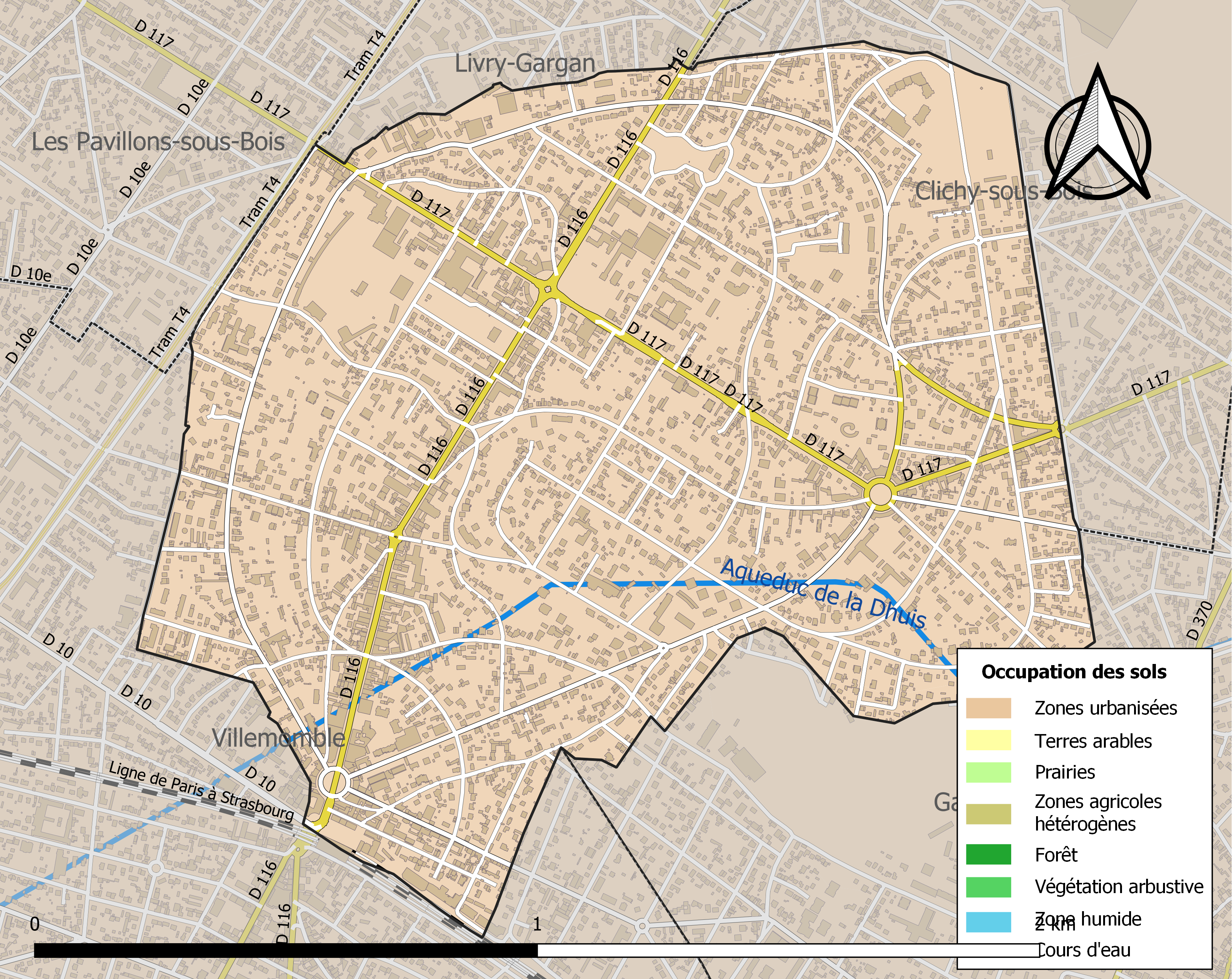

## Demografie
Onderstaande figuur toont het verloop van het inwonertal (bron: INSEE-tellingen).

## Stadsbeeld
Le Raincy is in hoofdzaak een residentiële gemeente, zonder grote industrie en met veel groen. Het stadsplan werd in de tweede helft van de 19e eeuw uitgetekend bij de verkaveling van het kasteelpark. Naast de twee drukke hoofdwegen bestaat het stratenplan uit slingerende lanen waarin het Engelse landschapspark nog te herkennen is.
De Onze-Lieve-Vrouwkerk (église Notre-Dame) werd gebouwd in 1923 door de gebroeders Perret. Ze geldt als het eerste voldragen kerkgebouw opgetrokken in gewapend beton.

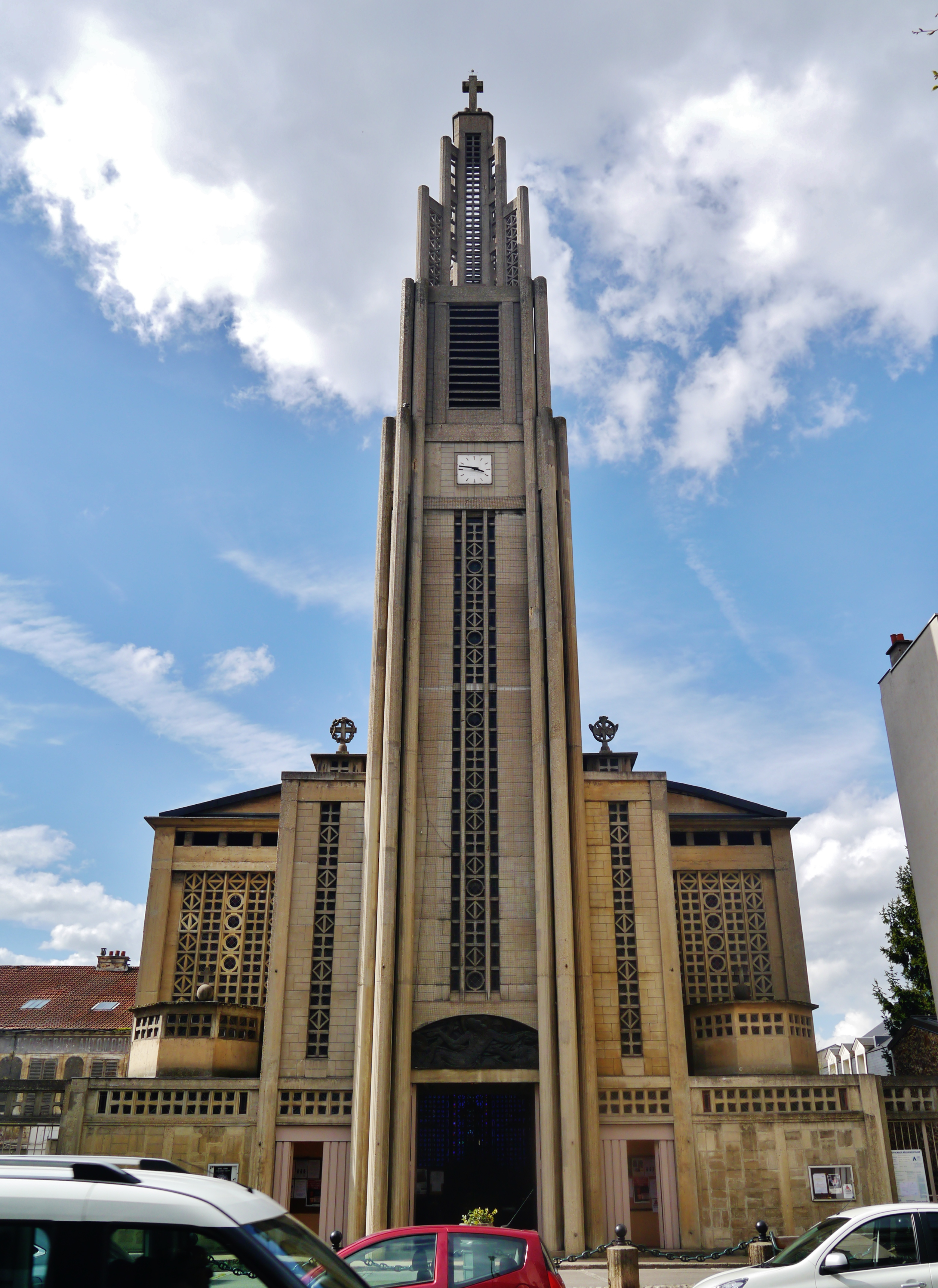
Église Notre Dame
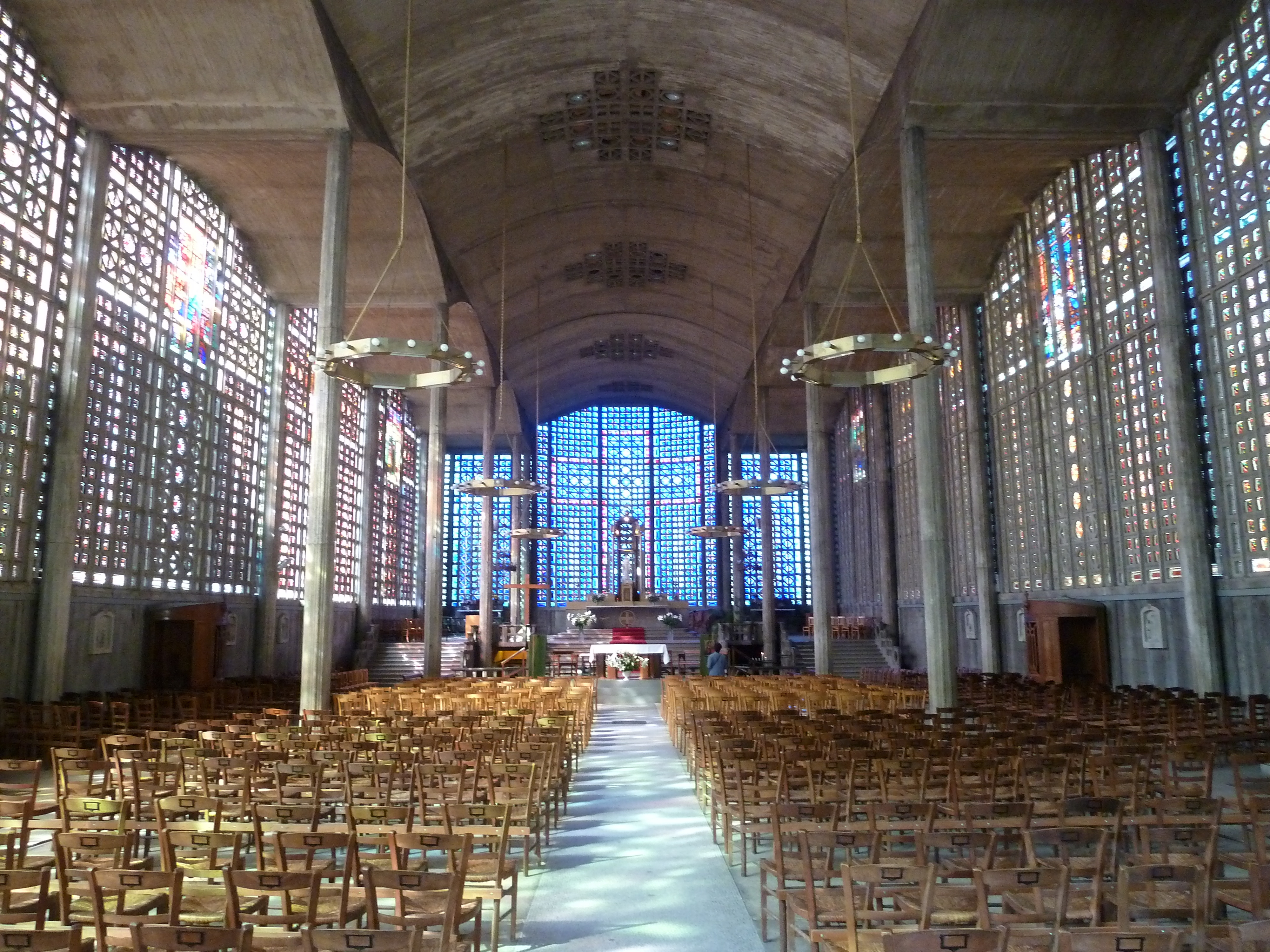
Interieur van de kerk
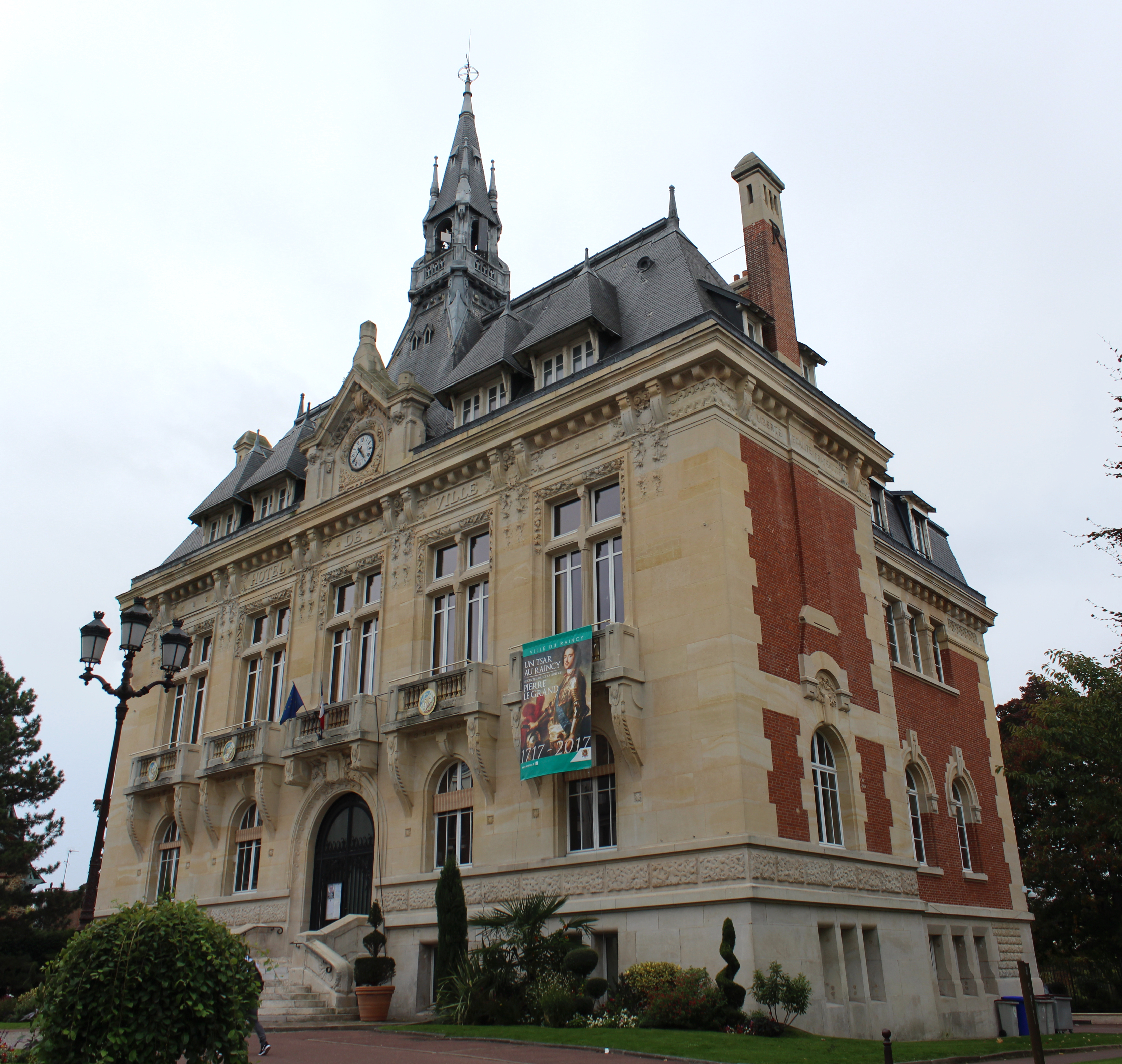
Gemeentehuis
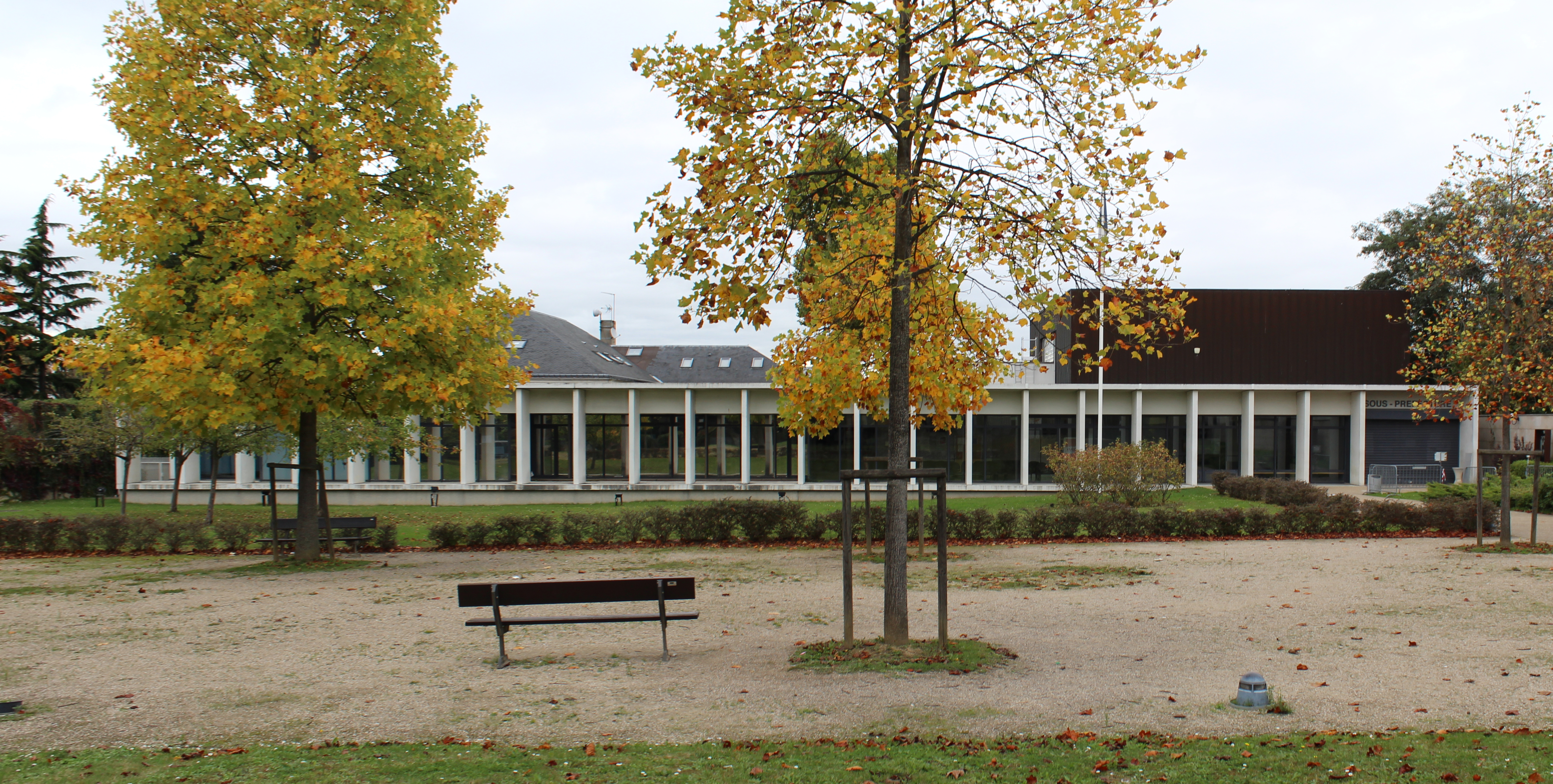
Onderprefectuur
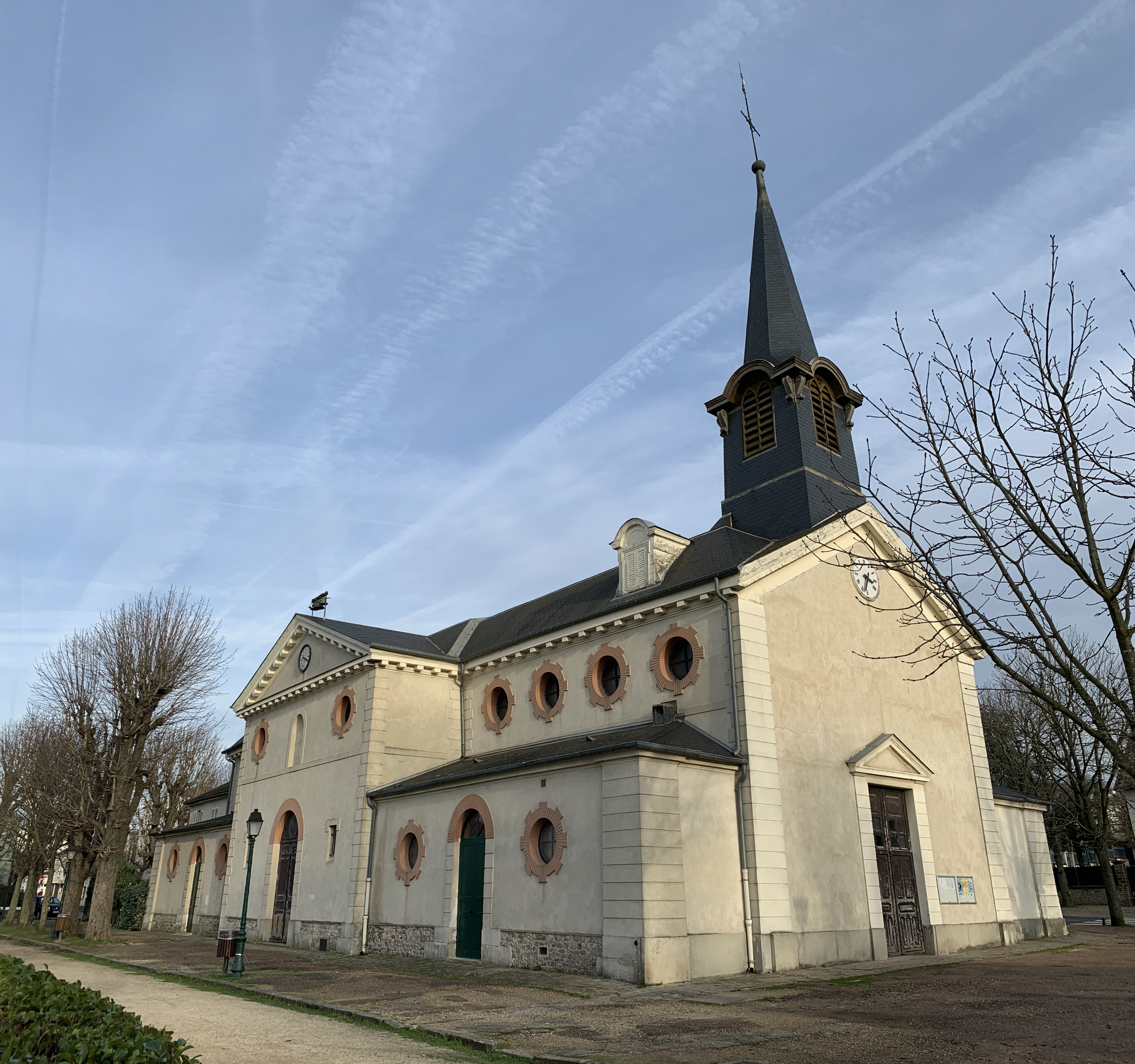
Église Saint-Louis
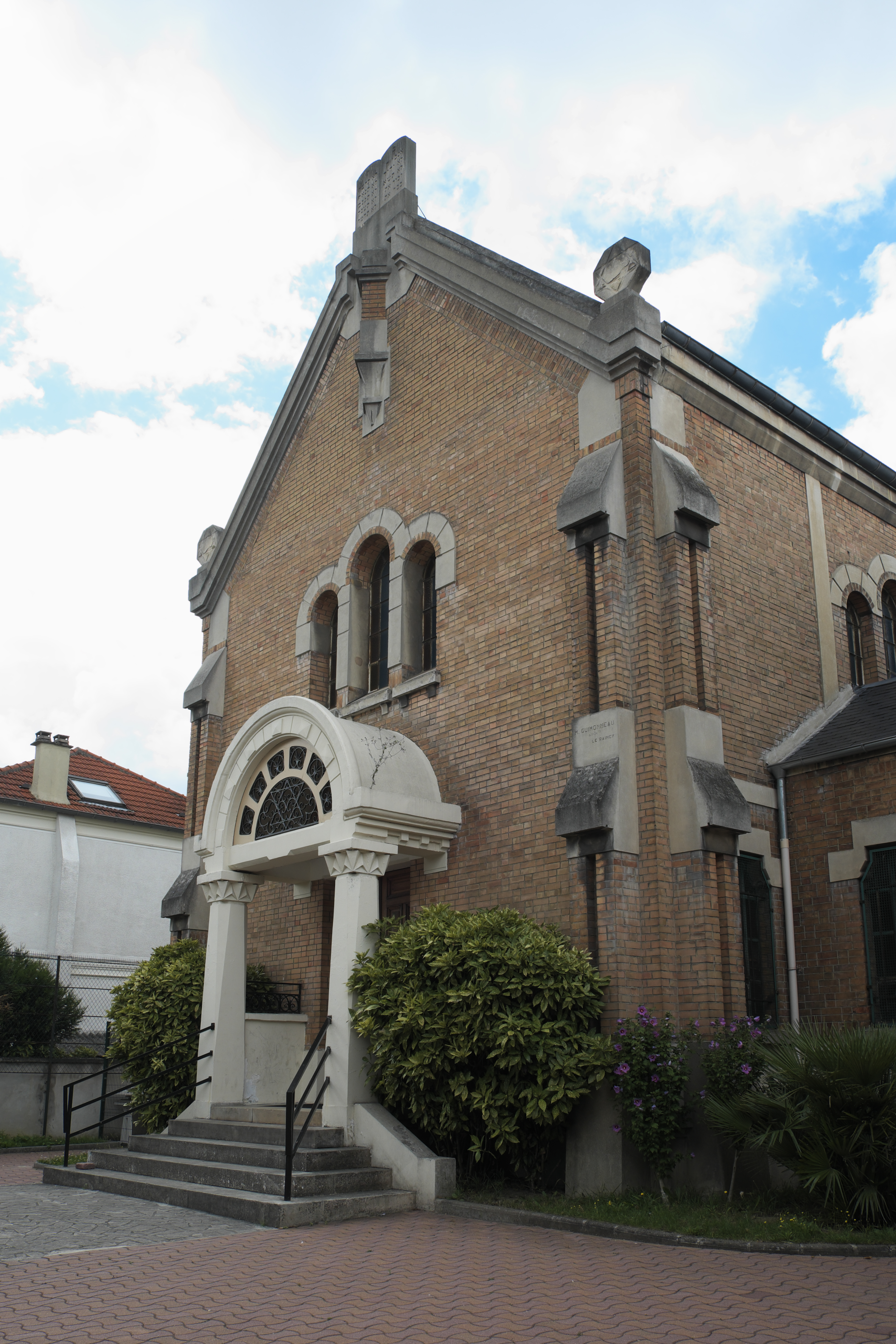
Synagoge

## Overleden
- Édouard-Henri Avril (1849-1928), schilder en grafisch kunstenaar
- Maurice Archambaud (1906-1955), wielrenner